# Ftená
Ftená ou Ftenó, Fliní, en grec moderne : Φτενά, Φτενό, Φληνί, sont deux îlots rocheux inhabités au large de l'île d'Anáfi, dans les Cyclades en Grèce.
À proximité se trouvent les îlots rocheux de Pachiá et Makrá. 